# Xu Jiao
Xu Jiao (en chino: 徐鲛; 13 de abril de 1979) es una deportista china que compitió en halterofilia. Ganó una medalla de oro en el Campeonato Mundial de Halterofilia de 1999, en la categoría de 75 kg.

## Palmarés internacional
| Campeonato Mundial | Campeonato Mundial | Campeonato Mundial | Campeonato Mundial |
| Año                | Lugar              | Medalla            | Categoría          |
| ------------------ | ------------------ | ------------------ | ------------------ |
| 1999               | Atenas (Grecia)    | Medalla de oro     | 75 kg              |